# Demokraatit
Els Demokraatit (kalaallisut Demòcrates) són un partit polític liberal de Groenlàndia. Va ser fundat com a partit centric i social-liberal el novembre de 2002 per Per Berthelsen, que abans havia militat en el partit socialdemocràtic Siumut. Té molts aficionats entre la població danesa de l'illa i milita entre d'altres per a mantenir els lligams amb el Regne de Dinamarca.
A les eleccions del 15 de novembre de 2005 va ser la segona força més votada del país. El 2008, Per Berthelsen va caure amb el seu partit. No va ser elegit com a president del partit i es va donar de baixa del partit.
De 2009 a 2013, de 2014 a 2016 i de 2018 a 2021 va participar en un govern de coalició.

## Resultats electorals

### Parlament de Groenlàndia
| Any  | Vots  | %         | Escons  | ±   | Govern             |
| ---- | ----- | --------- | ------- | --- | ------------------ |
| 2002 | 4,558 | 15.9 (#4) | 5 / 31  | Nou | Oposició           |
| 2005 | 6,595 | 22.8 (#2) | 7 / 31  | 2   | Oposició           |
| 2009 | 3,620 | 12.7 (#3) | 4 / 31  | 3   | Coalició           |
| 2013 | 1,870 | 6.2 (#5)  | 2 / 31  | 2   | Oposició           |
| 2014 | 3,469 | 11.8 (#3) | 4 / 31  | 2   | Coalició (2014-16) |
| 2014 | 3,469 | 11.8 (#3) | 4 / 31  | 2   | Oposició (2016-18) |
| 2018 | 5,712 | 19.5 (#3) | 6 / 31  | 2   | Oposició (2018-20) |
| 2018 | 5,712 | 19.5 (#3) | 6 / 31  | 2   | Coalició (2020-21) |
| 2021 | 2,454 | 9.3 (#4)  | 3 / 31  | 3   | Oposició           |
| 2025 | 8,563 | 30.3 (#1) | 10 / 31 | 7   | Per determinar     |

### Parlament de Dinamarca
| Any  | Vots  | % Groenlàndia | Escons | ±   |
| ---- | ----- | ------------- | ------ | --- |
| 2005 | 4,909 | 21.7 (#3)     | 0 / 2  | Nou |
| 2007 | 4,584 | 18.5 (#3)     | 0 / 2  | =   |
| 2011 | 2,882 | 12.6 (#3)     | 0 / 2  | =   |
| 2015 | 1,753 | 8.5 (#3)      | 0 / 2  | =   |
| 2019 | 2,258 | 11.0 (#3)     | 0 / 2  | =   |
| 2022 | 3,656 | 19.0 (#3)     | 0 / 2  | =   |

### Eleccions locals
| Any  | Vots  | %    | Escons | +/- |
| ---- | ----- | ---- | ------ | --- |
| 2008 | 3,285 | 13.5 | 8 / 72 | 6   |
| 2013 | 1,521 | 6.5  | 2 / 70 | 6   |
| 2017 | 2,059 | 8,2  | 4 / 81 | 2   |
| 2021 | 1,800 | 6.9  | 4 / 81 | =   |